# 折戸 (いわき市)
折戸（おりと）は、福島県いわき市の大字である。郵便番号は970-0312。

## 地理
いわき市南東部の小名浜地区に属し、地区内北東部の太平洋沿岸に位置する。北で江名、西で中之作とそれぞれ隣接する。中之作港東側港湾区域と北側の山林に挟まれたわずかな平地を範囲とする。小名浜岡小名に所在するいわき東警察署及び小名浜に所在する小名浜消防署がそれぞれ管轄にあたる。

### 主な字
字
- 折戸

- 岸浦

## 歴史
- 1879年1月27日 - 折戸が属する湯長谷藩領江名村が福島県内における郡区町村制の施行により磐前郡の村となる[4]。藩政時代は中之作港の東側の範囲を湯長谷藩が管理しており、中ノ作村側は平藩が管理していた[5]
- 1889年4月1日 - 町村制の施行により江名村が中ノ作村、下神白村、上神白村、永崎村と合併し、磐前郡江名村が発足し、江名村の大字となる[4]。
- 1896年4月1日 - 磐前郡と周辺郡との合併により石城郡が発足し、石城郡江名村となる[4]。
- 1923年3月1日 - 江名村が町制施行し、石城郡江名町の大字となる[4]。
- 第二次世界大戦中 - 折戸地区の工場煙突を目標に爆撃を受ける。爆弾は海上へ落下し、直接の被害は無かった[5]。
- 1954年3月31日 - 江名町が泉町、渡辺村、小名浜町と合併、磐城市が発足し、磐城市の大字となる[4]。
- 1966年10月1日 - 磐城市が平市・常磐市・内郷市・勿来市、石城郡小川町・遠野町・四倉町・川前村・田人村・好間村・三和村、双葉郡久之浜町・大久村と合併しいわき市となり、いわき市小名浜地区の大字となる[4]。

## 世帯数と人口
2023年10月31日現在の世帯数と人口は以下の通りである。
| 大字 | 世帯数 | 人口 |
| ---- | ------ | ---- |
| 折戸 | 40世帯 | 99人 |

## 小・中学校の学区
市立小・中学校に通う場合、学区は以下の通りとなる。
| 番地 | 小学校               | 中学校               |
| ---- | -------------------- | -------------------- |
| 全域 | いわき市立江名小学校 | いわき市立江名中学校 |

## 交通

### 道路
- 一級市道四倉永崎線（福島県道15号小名浜四倉線の旧道に当たる）

### バス
新常磐交通路線バス
- （平方面） - 岸浦 - 折戸 - （小名浜方面）
  - いわき駅～豊間～江名～小名浜
  - いわき駅～豊間～小名浜～泉駅
  - 小名浜～江名～いわき駅～平商
  - 小名浜～江名～豊間～光洋高校
  - 西原～江名～泉駅～湯本高校
  - 泉駅～江名～平工業高～いわき駅

## 施設
- 中之作港
- 根渡神社